# Araschnia strigosa
Araschnia strigosa är en fjärilsart som beskrevs av Butler 1866. Araschnia strigosa ingår i släktet Araschnia och familjen praktfjärilar. Inga underarter finns listade i Catalogue of Life.